# Mont-Dore
Mont-Dore (officieus Le Mont-Dore) is een gemeente in het Franse departement Puy-de-Dôme in de regio Auvergne-Rhône-Alpes. De plaats maakt deel uit van het arrondissement Clermont-Ferrand. Mont-Dore telde op 1 januari 2022 1.200 inwoners. Het dorp is bekend om haar warmwaterbronnen en haar naastgelegen wintersportgebied. De gemeente is vernoemd naar de Mont-Dore, een oude stratovulkaan ten zuiden van het dorp. De gemeentenaam is officieel Mont-Dore, maar de gemeente gebruikt zelf vaak de naam Le Mont-Dore, met lidwoord, onder meer op haar plaatsnaamborden.

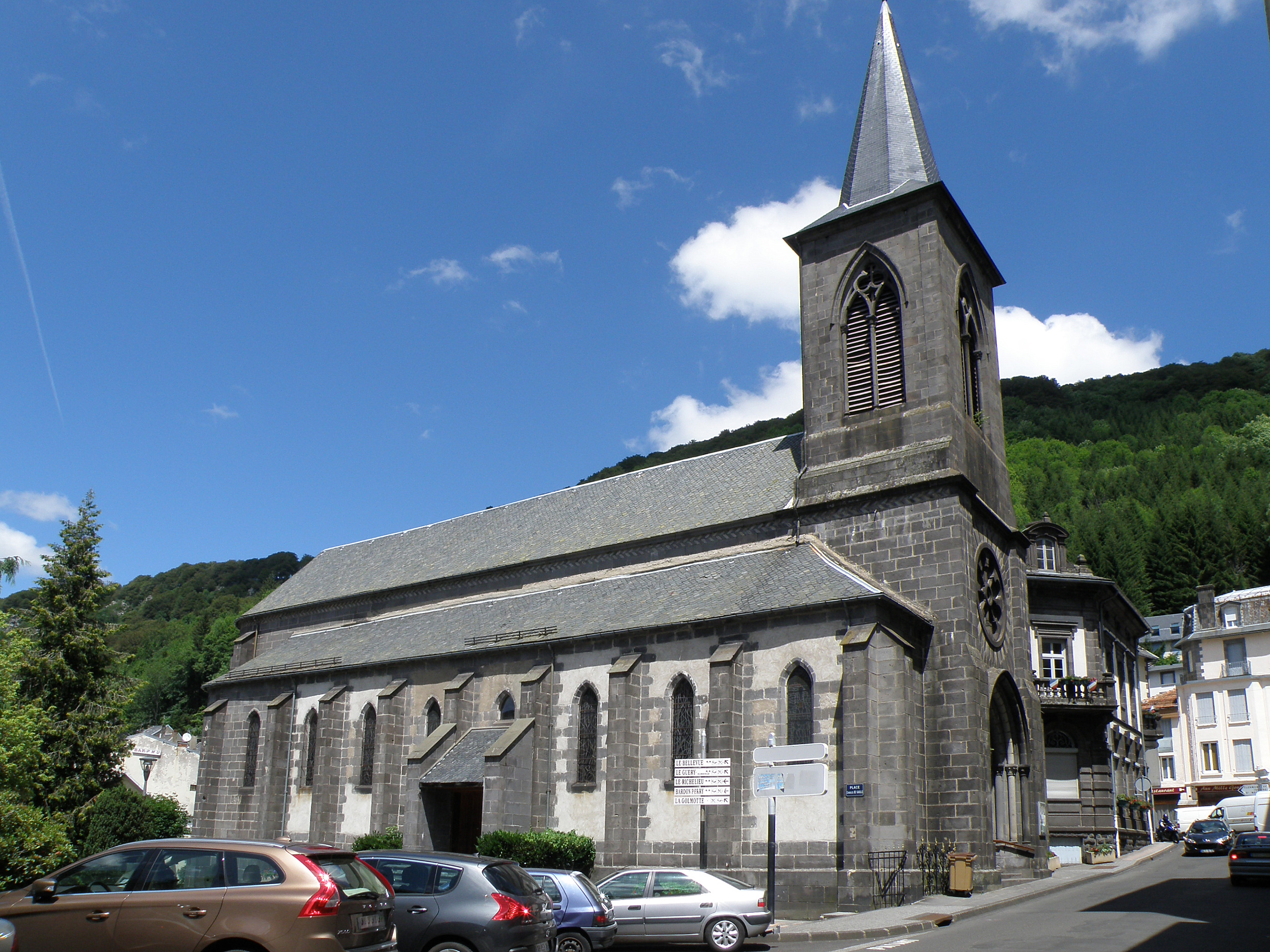
Église Saint-Pardoux

## Geografie
De oppervlakte van Mont-Dore bedroeg op 1 januari 2022 35,87 vierkante kilometer; de bevolkingsdichtheid was toen 33,5 inwoners per km².

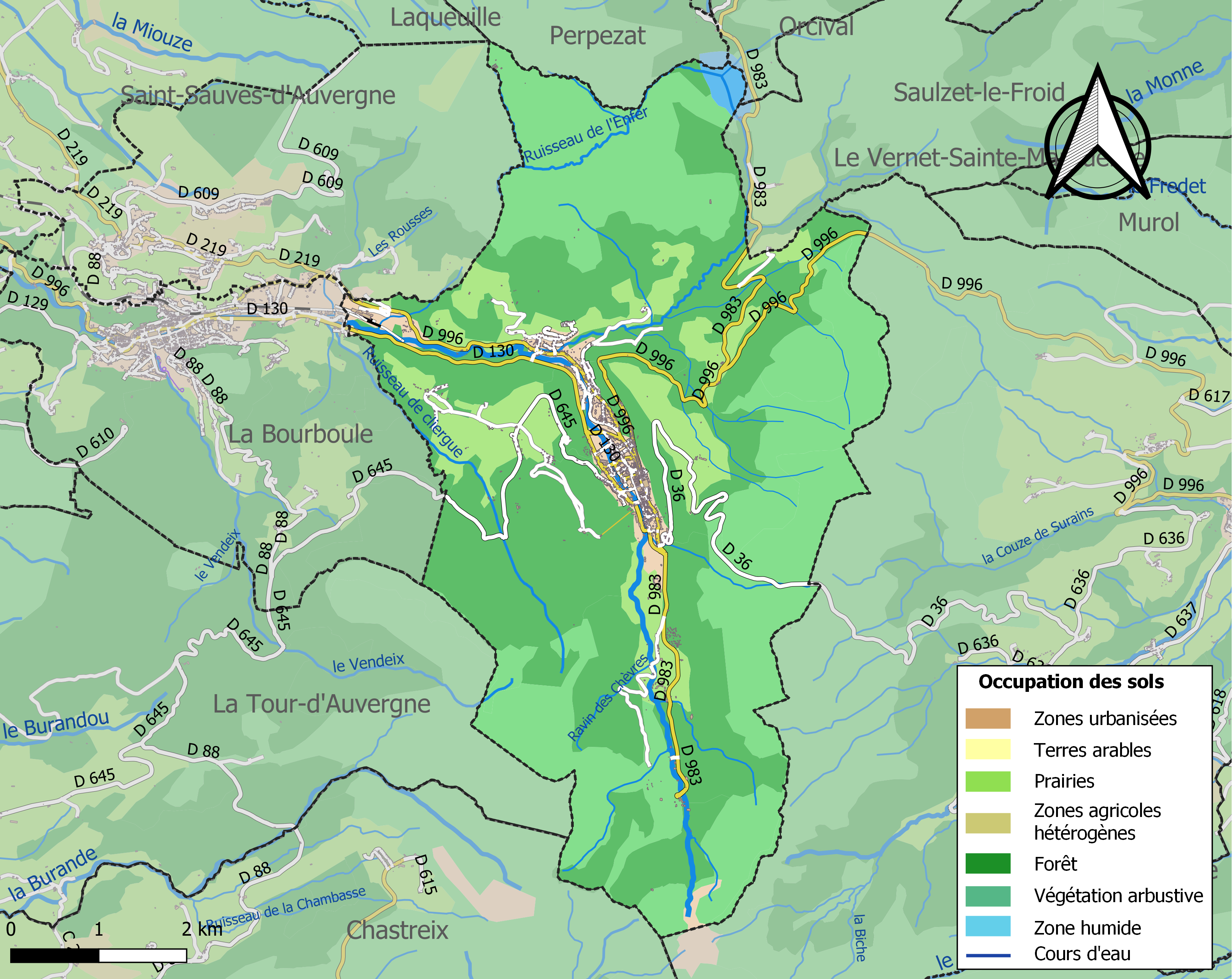
Kaart van de gemeente met belangrijkste infrastructuur, bodemgebruik en omliggende gemeenten

## Bezienswaardigheden
- De Funiculaire du Capucin, de oudste elektrische kabelspoorweg van Frankrijk
- Het Lac de Guéry, het hoogste meer van de Auvergne
- De Puy de Sancy, de hoogste top van het Centraal Massief
- De Église Saint-Pardoux

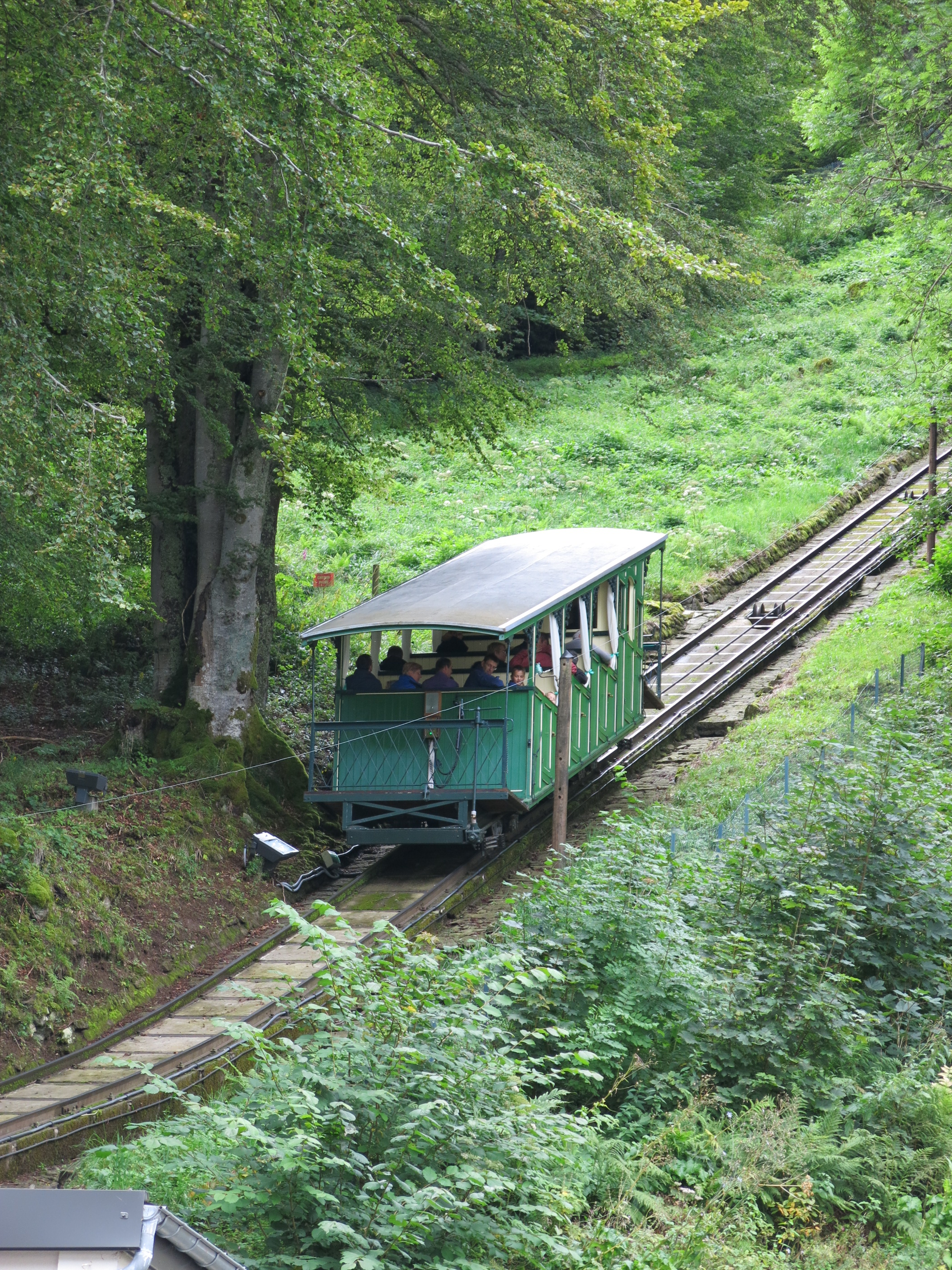
Funiculaire du Capucin
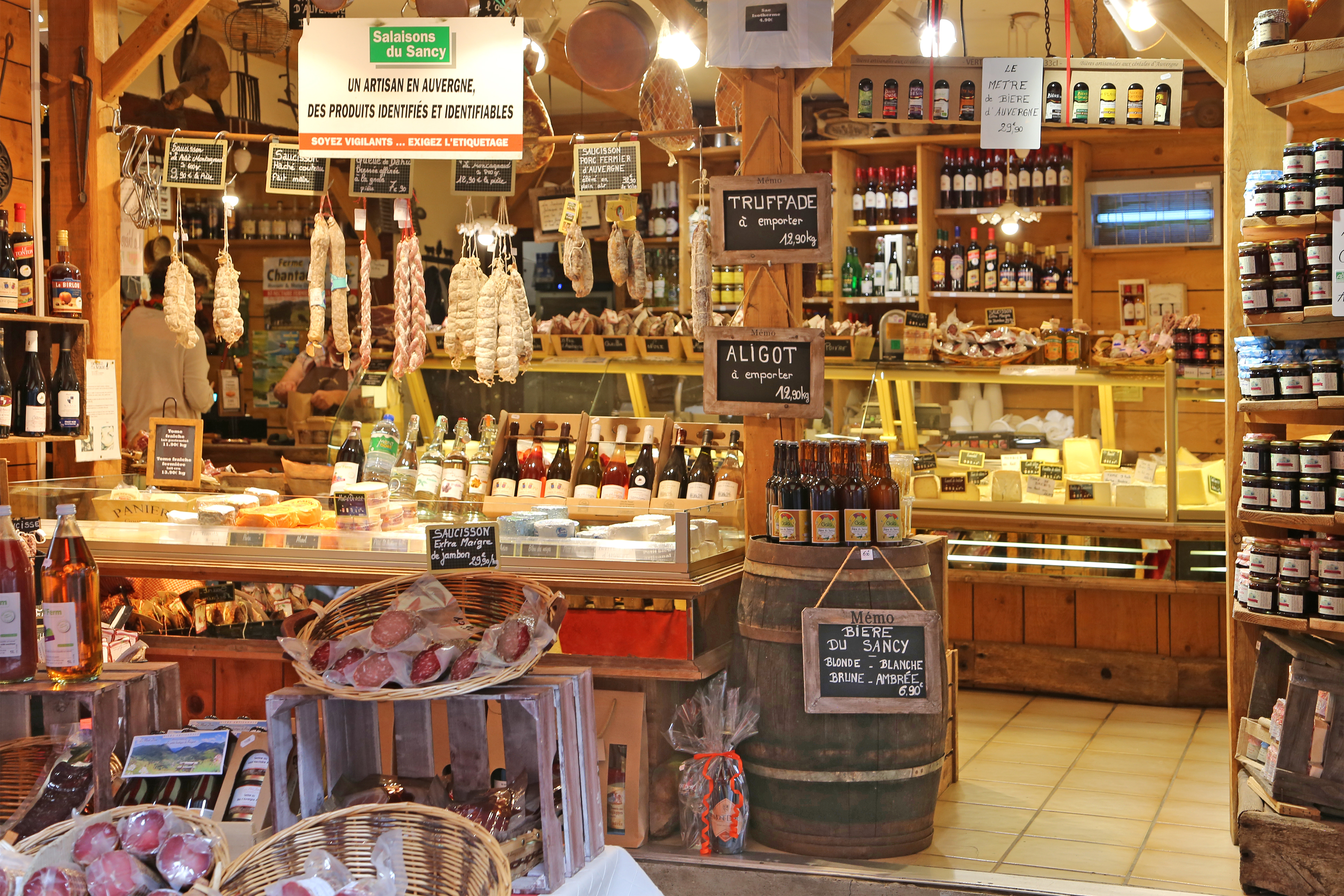
Streekproducten
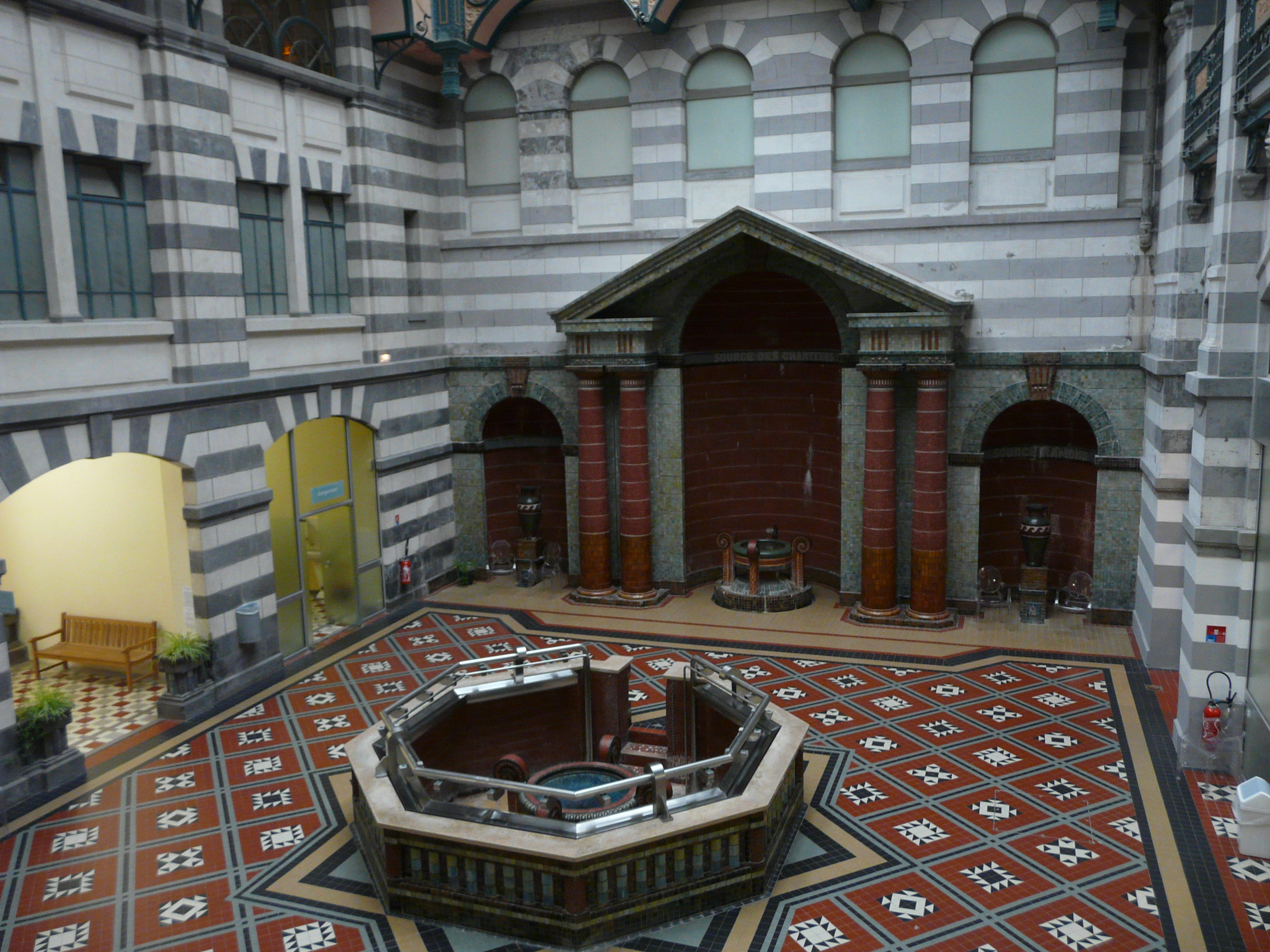
Thermaalbad

## Verkeer en vervoer
In de gemeente ligt spoorwegstation Le Mont-Dore.

## Demografie
Onderstaande figuur toont het verloop van het inwonertal (bron: INSEE-tellingen).

## Sport
Mont-Dore was één keer etappeplaats in wielerkoers Ronde van Frankrijk. Op 14 juli 2025 won de Brit Simon Yates er een etappe.